# Аква Апия
Аква Апия (Aqua Appia) е най-старият водопровод (акведукт), който е построен в древността за снабдяването на град Рим с питейна вода.
Аква Апия е построена през 312 пр.н.е. като пръв водопровод в Рим от цензорите Апий Клавдий Цек и Гай Плавций Венокс. Апий Клавдий Цек построява същата година и Виа Апиа.
Водопроводът е репариран няколко пъти. Това става от Квинт Марций Рекс между 144 и 140 пр.н.е., след това от Марк Випсаний Агрипа през 33 пр.н.е. и от император Август между 11 и 4 пр.н.е.
Аква Апия се пълни с вода от изворите, източно от Рим в долината на р. Аниене, ляв приток на река Тибър, които извират между осмия и деветия майлов камък на Виа Пренестина и са на около 1155 м отдалечени от нея.
Каналът е 16,4 км дълъг и влиза в града при Порта Капена, тече през Порта Маджоре, през Целий, и свършва на Бичи форум, близо до Порта Тригемина. Той транспортира дневно, по Фронтин, до 73.000 кубик метра вода.
През самнитските войни за сигурността на водоснабдяването на Рим, „Аква Апия“ е изместена под земята.